# زالوتنگ
زالوتنگ (به لهستانی:  Zalutyń) یک روستا در لهستان است که در گمینا پیشچاتس واقع شده‌است.